# Jarosława Bandera
Jarosława Bandera, z domu Opariwśka, tymczasowo Hankowska (ukr. Ярослава Бандера / Опарівська / Ганківська, ur. 14 października 1917 w Sanoku, zm. 17 sierpnia 1977 w Toronto) – ukraińska sportsmenka, członkini OUN oraz Sokoła (Сокола Батька) we Lwowie i Związku Ukraińskich Organizacji Studenckich w Polsce do 1939; działaczka ukraińskich organizacji społeczno-kulturalnych w Sanoku i Toronto. Żona Stepana Bandery, jednego z przywódców Organizacji Ukraińskich Nacjonalistów.

## Życiorys
Jarosława Bandera urodziła się w Sanoku w rodzinie wyznania greckokatolickiego. Jej ojcem był ks. Wasyl Opariwśki (pol. Bazyli, ur. 15 października 1890 w Bonarówce, absolwent C. K. Gimnazjum w Sanoku z 1912, kapelan Ukraińskiej Armii Halickiej, poległy w walkach z Polakami w czasie wojny polsko ukraińskiej 22 czerwca 1919). Matka Jarosławy, Julia Hankiwśka (pol. Hankowska), była córką inspektora szkolnego z Sanoka, ukończyła seminarium nauczycielskie w Sanoku, a następnie pracowała w przysiółku Zawada niedaleko Pietruszej Woli, 26 lipca 1944 została zastrzelona w Bonarówce, prawdopodobnie przez bojówkę Armii Ludowej i tam została pochowana. Jej brat Lew został zastrzelony przez Niemców w 1942 w Żółkwi.
Uczyła się od 1930 do 1932 w Gimnazjum Żeńskim im. Błogosławionej Jolanty w Jaśle. Od 1932 kształciła się w Polskim Gimnazjum Żeńskim im. Emilii Plater w Sanoku, które ukończyła w 1936 zdając egzamin dojrzałości. Podjęła studia na Politechnice Lwowskiej. We Lwowie w 1936 wstąpiła do Organizacji Ukraińskich Nacjonalistów (OUN). Za uczestnictwo w manifestacjach studenckich była aresztowana we Lwowie w kwietniu 1939.
Podczas pobytu w Krakowie Jarosława Opariwska poznała swojego późniejszego męża – Stepana Banderę. 2 czerwca 1940 w Cerkwi Podwyższenia Krzyża Świętego w Krakowie pobrali się. Sakramentu udzielił o. Stepan Hrab, świadkami byli Luba Łemyk i Wasyl Bandera, uroczystości ślubne „były skromne i bez alkoholu”. Następnie ze względów bezpieczeństwa przenieśli się do Warszawy, gdzie zamieszkali w mieszkaniu wynajętym przez Mykołę Łebedia pod fałszywym nazwiskiem Hucuł. Na początku 1941 Stepan powrócił do Krakowa, a żona do rodzinnego Sanoka. 22 maja 1941 NKWD, w związku z działalnością męża, aresztowało jej teścia i ojca Stepana Bandery – ks. Andrija Banderę (po śledztwie został zamordowany w Kijowie 10 lipca 1941).
Po osadzeniu Stepana w obozie koncentracyjnym w Sachsenhausen Jarosława zamieszkała wraz z córką Natalią w Berlinie-Charlottenburgu. Miała możliwość odwiedzania męża i wysyłania mu paczek raz na dwa tygodnie. Po wojnie wraz z dziećmi towarzyszyła mężowi, kilkakrotnie zmieniając miejsce zamieszkania. W lutym 1946 roku rodzina Banderów przeprowadziła się z Innsbrucku do Monachium, posługując się fałszywym nazwiskiem Kasper (Stepan używał wówczas dokumentów wystawionych na Michaela Kaspera). Później rodzina ukrywała się pod nazwiskiem Popel; dzieci Bandery nie były świadome swojego prawdziwego nazwiska aż do śmierci ojca.
15 października 1959 w Niemczech Zachodnich jako pierwsza zawiadomiła Łenkawskiego o zabójstwie męża. Wychowywała sama trójkę dzieci: Natalię (ur. 26 maja 1941 w Sanoku, zm. 13 stycznia 1985 w Monachium), Andrija (ur. 16 maja 1946 w Monachium, zm. 19 lipca 1984 w Toronto), Ołeksandrę (ur. 1948 w Monachium, zm. 2011). Jako wdowa wraz z dziećmi wyemigrowała w 1961 z Niemiec do Kanady, gdzie korzystała ze wsparcia materialnego ZCz OUN, m.in. mieszkała w domu zakupionym dla niej przez organizację.
Wnuk Jarosławy, również Stepan (ur. 1970 w Winnegam w Kanadzie), w styczniu 2010 przyjął z rąk prezydenta Ukrainy Wiktora Juszczenki najwyższe ukraińskie odznaczenie państwowe: Order Państwa, nadany dziadkowi wraz z tytułem Bohatera Ukrainy.